# Hammerschmiede Gnuse
Die Hammerschmiede Gnuse  ist eine Hammerschmiede im Ortsteil Valdorf der ostwestfälischen Stadt Vlotho im Kreis Herford in Nordrhein-Westfalen. Die Schmiede steht seit 1986 als Technisches Denkmal unter Schutz.

## Geschichte und Beschreibung
Erbaut wurde die Hammerschmiede im Jahre 1827 vom Schmied Carl Friedrich Henneberg. 1831 wurde der Betrieb um eine Messerfabrik und eine Schleifmühle erweitert. Für den Antrieb hatte die Schmiede ursprünglich zwei, später drei Wasserräder. Nach 1963 wurden zwei der Wasserräder durch eine Durchströmturbine ersetzt. Durch die Wasserkraft wurden ein sogenannter Schwanzhammer und andere Maschinen angetrieben. In neuerer Zeit wurde zusätzlich ein elektrisch betriebener Schmiedehammer installiert. Bis 1978 wurde die Anlage von verschiedenen Schmieden genutzt. Der letzte Besitzer war Paul Gnuse, nach ihm ist die Schmiede heute benannt.
Nach Stilllegung der Anlage setzte sich der „Heimatverein Vlotho e. V.“ für den Erhalt der noch komplett ausgestatteten Schmiede ein. Seit 1998 kann die Hammerschmiede Gnuse als Museum an Aktionstagen und nach Vereinbarung besichtigt werden.